# Чемпионат СССР по самбо 1949
5-й Чемпионат СССР по самбо проходил в Ленинграде с 16 по 20 октября 1949 года. В соревнованиях участвовало 148 спортсменов от 10 союзных республик и городов Москвы и Ленинграда.

## Медалисты
| Весовая категория           | Золото                                  | Серебро                                         | Бронза                                        |
| --------------------------- | --------------------------------------- | ----------------------------------------------- | --------------------------------------------- |
| Наилегчайший вес (до 56 кг) | Николай Стафеев «Динамо» (Москва)       | Н. Куликов «Динамо» (Ленинград)                 | А. Новиков Московская область                 |
| Легчайший вес (до 60 кг)    | Вадим Беляйкин «Наука» (Москва)         | А. И. Скворцов «Динамо» (Ленинградская область) | Борис Васюков «Динамо» (Москва)               |
| Полулёгкий вес (до 64 кг)   | Христофор Ниниашвили «Динамо» (Тбилиси) | Евгений Чумаков «Динамо» (Москва)               | Георгий Туманян «Строитель» (Ереван)          |
| Лёгкий вес (до 68 кг)       | Виктор Корнилов «Динамо» (Ленинград)    | П. Суров «Динамо» (Москва)                      | Владлен Андреев «Динамо» (Москва)             |
| Полусредний вес (до 72 кг)  | Эстате Каркусашвили «Динамо» (Тбилиси)  | В. Морозов «Динамо» (Москва)                    | Илья Латышев «Динамо» (Москва)                |
| Средний вес (до 79 кг)      | Виктор Данилин «Динамо» (Ленинград)     | Михаил Рурак «Динамо» (Москва)                  | Н. Славнов «Динамо» (Москва)                  |
| Полутяжёлый вес (до 87 кг)  | Шота Даушвили «Динамо» (Тбилиси)        | Луспарон Хантимерян «Спартак» (Ростов-на-Дону)  | Борис Прутковский Советская Армия (Ленинград) |
| Тяжёлый вес (свыше 87 кг)   | Арсен Мекокишвили «Динамо» (Москва)     | Михаил Герасимов «Динамо» (Москва)              | Александр Сенаторов «Крылья Советов» (Москва) |